# Mawtini
Mawtini (tiếng Ả Rập: موطني; tạm dịch: "Quê hương tôi") là quốc ca của Iraq.
Lời của nó được viết bởi nhà thơ người Palestine Ibrahim Tuqan vào năm 1934 và phần nhạc được sáng tác bởi nhà soạn nhạc người Liban Mohammed Flayfel.
Năm 2004, nó được chọn làm quốc ca của Iraq để thay thể bài "Ardh Alforatain" (tạm dịch:"Vùng Lưỡng Hà") là quốc ca cũ của Iraq dưới chế độ Baath của Saddam Hussein.